# Ṡ
La S con punto (Mayúscula: Ṡ minúscula: ṡ, Minúscula or ẛ) es un grafema que se usa en la escritura del boloñés, en algunas Romanizaciones ALA-LC y anteriormente en el alfabeto irlandés. Es la letra S diacrítica con un punto superpuesto.

## Uso
Ṡ se utiliza en Emiliano-Romaña para representar [z], y en la transliteración del árabe tunecino para [sˁ].

## Codificación
La S con punto se puede representar con los siguientes caracteres Unicode:
| Carácter      | Ṡ                                     | Ṡ                                     | ṡ                                   | ṡ                                   | ẛ                                        | ẛ                                        |
| ------------- | ------------------------------------- | ------------------------------------- | ----------------------------------- | ----------------------------------- | ---------------------------------------- | ---------------------------------------- |
| Unicode       | LATIN CAPITAL LETTER S WITH DOT ABOVE | LATIN CAPITAL LETTER S WITH DOT ABOVE | LATIN SMALL LETTER S WITH DOT ABOVE | LATIN SMALL LETTER S WITH DOT ABOVE | LATIN SMALL LETTER LONG S WITH DOT ABOVE | LATIN SMALL LETTER LONG S WITH DOT ABOVE |
| Codificación  | decimal                               | hex                                   | decimal                             | hex                                 | decimal                                  | hex                                      |
| Unicode       | 7776                                  | U+1E60                                | 7777                                | U+1E61                              | 7835                                     | U+1E9B                                   |
| UTF-8         | 225 185 160                           | E1 B9 A0                              | 225 185 161                         | E1 B9 A1                            | 225 186 155                              | E1 BA 9B                                 |
| Ref. numérica | &#7776;                               | &#x1E60;                              | &#7777;                             | &#x1E61;                            | &#7835;                                  | &#x1E9B;                                 |